# Sodiq Yusuff
Sodiq Olamide Yusuff, född 19 maj 1993 i Lagos, Nigeria, är en nigeriansk MMA-utövare som sedan 2018 tävlar i organisationen Ultimate Fighting Championship.

## Bakgrund
Yusuff flyttade till USA när han var nio år. Hans mamma hade åkt illegalt till USA tre år tidigare och hade först då råd att ta Yusuff och en yngre bror till sig. Kvar i Nigeria fanns fortfarande ett antal bröder och systrar. "Min mamma chansade med att ta sina två yngsta barn till sig i USA".

## MMA

### Tidig karriär
Med ett facit om 5-0 fick Yusuff gå en match i Titan FC om fjäderviktstiteln mot Luis "El Tigre" Gomez. Men istället för ett bälte fick han istället sin karriärs första förlust.

### UFC
Yusuff var med i Dana White's Tuesday Night Contender Series, säsong två, avsnitt sex, där han fick ett kontrakt med UFC genom att besegra Mike Davis via enhälligt domslut. 
Hans första match i UFC gick vid UFC Fight Night: dos Santos vs. Tuivasa 1 december 2018 där han mötte Suman Mokhtarian och vann via TKO i första ronden.
Den 30 mars 2019 vid UFC on ESPN: Barboza vs. Gaethje mötte han Sheymon Moraes som han vann mot via enhälligt domslut. Han tyckte själv att han borde kunnat stoppa matchen via avslut, men "alla nigerianer har rätt till en 30-procentsmatch", sa han efter matchen och syftade på Kamaru Usmans uttalande efter matchen mot Emil Weber Meek vid UFC Fight Night: Stephens vs. Choi januari 2018. "Det här var min 30-procentare", förtydligade Yusuff.
Yusuff mötte Gabriel Benítez vid UFC 241 17 augusti 2019 och vann via TKO i första ronden.
Nästa match i organisationen gick mot Andre Fili vid UFC 246 18 januari 2020. En match Yusuff vann via enhälligt domslut.
Dryga året senare mötte Yusuff britten Arnold Allen vid UFC on ABC 2 10 april, 2021. Allen slog ner Yusuff både i första och andra ronden och Yusuff förlorade till slut matchen via enhälligt domslut.

## Tävlingsfacit
| Resultat | Facit | Motståndare      | Metod               | Evenemang                               | Datum           | Rond | Tid  | Plats                    | Notering |
| -------- | ----- | ---------------- | ------------------- | --------------------------------------- | --------------- | ---- | ---- | ------------------------ | -------- |
| Vinst    | 1-0   | Alvin Mercer     | TKO (slag)          | Shogun Fights 14                        | 16 april 2016   | 2    | 0:22 | Baltimore, MD, USA       |          |
| Vinst    | 2-0   | John Ramirez     | Domslut (enhälligt) | VFC 52                                  | 16 juli 2016    | 3    | 5:00 | Omaha, NE, USA           |          |
| Vinst    | 3-0   | Devin Turner     | TKO (slag)          | VFC 54                                  | 9 december 2016 | 2    | 2:25 | Omaha, NE, USA           |          |
| Vinst    | 4-0   | Chuka Willis     | Domslut (enhälligt) | VFC 56                                  | 14 april 2017   | 3    | 5:00 | Omaha, NE, USA           |          |
| Vinst    | 5-0   | Vadim Ogar       | KO (slag)           | CFFC 66                                 | 5 augusti 2017  | 1    | 0:30 | Atlantic City, NJ, USA   |          |
| Förlust  | 5-1   | Luis Gomez       | KO (slag)           | Titan FC 47                             | 5 augusti 2017  | 1    | 4:12 | Fort Lauderdale, FL, USA |          |
| Vinst    | 6-1   | Dylan Tuke       | TKO (slag)          | Brave CF 10                             | 2 mars 2018     | 1    | 0:46 | Amman, Jordanien         |          |
| Vinst    | 7-1   | Mike Davis       | Domslut (enhälligt) | DWTNCS, Säs. 2, avs. 6                  | 24 juli 2018    | 3    | 5:00 | Las Vegas, NV, USA       |          |
| Vinst    | 8-1   | Suman Mokhtarian | TKO (slag)          | UFC Fight Night: dos Santos vs. Tuivasa | 1 december 2018 | 1    | 2:14 | Adelaide, SA, Australien |          |
| Vinst    | 9-1   | Sheymon Moraes   | Domslut (enhälligt) | UFC on ESPN: Barboza vs. Gaethje        | 30 mars 2019    | 3    | 5:00 | Philadelphia, PA, USA    |          |
| Vinst    | 10-1  | Gabriel Benítez  | TKO (slag)          | UFC 241                                 | 17 augusti 2019 | 1    | 4:14 | Anaheim, CA, USA         |          |
| Vinst    | 11-1  | Andre Fili       | Domslut (enhälligt) | UFC 246                                 | 18 januari 2020 | 3    | 5:00 | Las Vegas, NV, USA       |          |
| Förlust  | 11-2  | Arnold Allen     | Domslut (enhälligt) | UFC on ABC: Vettori vs. Holland         | 10 april 2021   | 3    | 5:00 | Las Vegas, NV, USA       |          |